# Ephebopus cyanognathus
Espèce
Ephebopus cyanognathus est une espèce d'araignées mygalomorphes de la famille des Theraphosidae.

## Distribution
Cette espèce est endémique de Guyane.

## Description

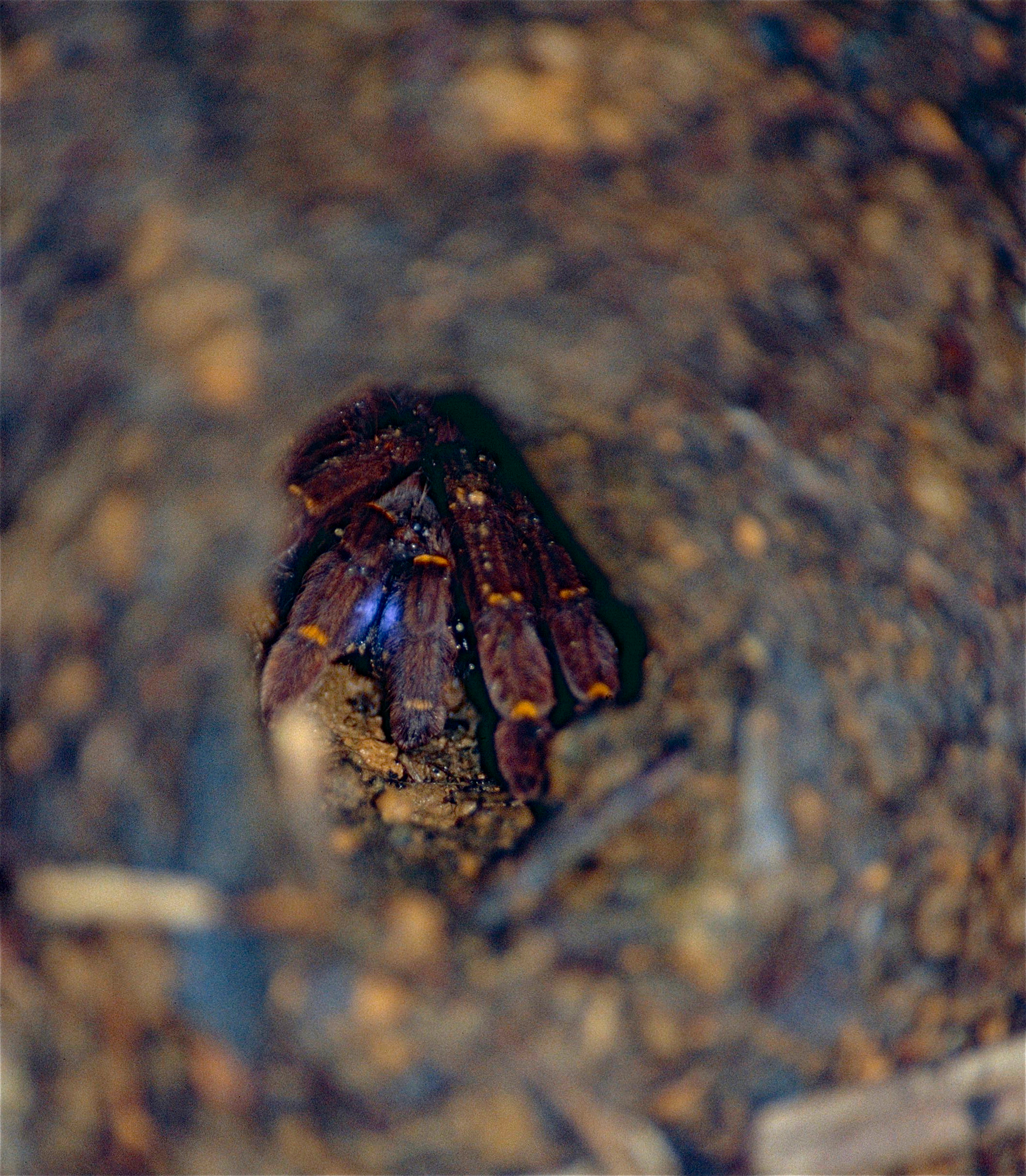
Ephebopus cyanognathus

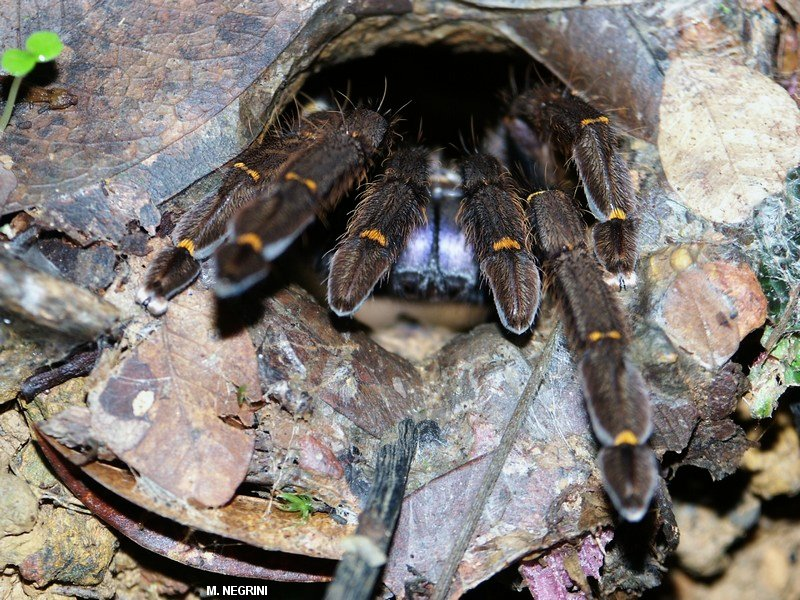
Ephebopus cyanognathus

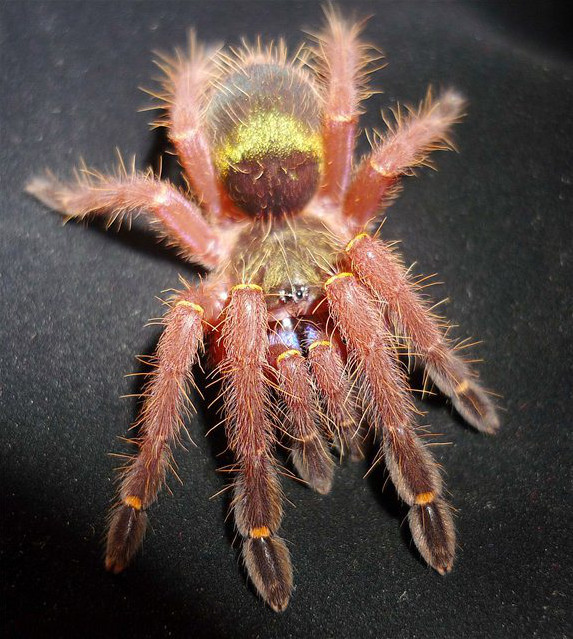
Ephebopus cyanognathus. Coloration juvénile.

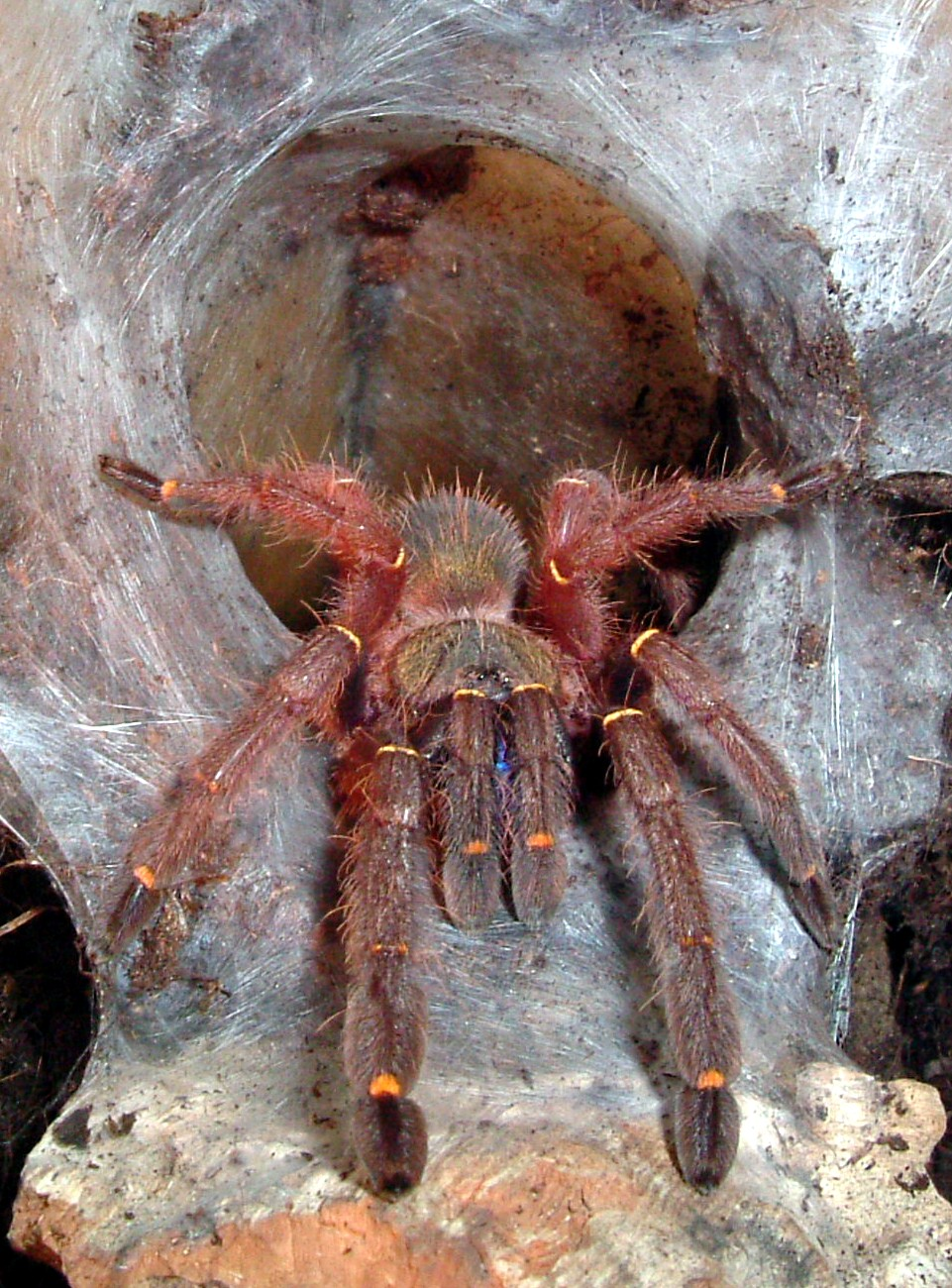
Ephebopus cyanognathus

Le mâle holotype mesure 41,17 mm et la femelle paratype 45,84 mm.

## Publication originale
- West & Marshall, 2000 : Description of two new species of Ephebopus Simon, 1892 (Araneae, Theraphosidae, Aviculariinae). Arthropoda, vol. 8, no 2, p. 6-14.